# ピアノ協奏曲第1番 (サン＝サーンス)
ピアノ協奏曲第1番 ニ長調 作品17は、カミーユ・サン＝サーンスが作曲した1番目のピアノ協奏曲。

## 概要
1858年に作曲され、1860年にサン＝サーンスの独奏でサル・プレイエルにおいて初演された。作曲当時サン＝サーンスは23歳であったが、この作品によって彼は「本格的なピアノ協奏曲を書いた最初のフランス人」と見なされるようになった。また、同じ年にサン＝サーンスはパリのマドレーヌ教会のオルガニストに就任している。この地位は、パリの教会オルガニストの中では最高といわれたもので、早くもサン＝サーンスはその頭角を現しつつあった。
しかし、演奏面での高い評価とは裏腹に、創作面での評価は厳しかった。フランスの作曲家なら誰でも狙うローマ大賞に2度挑戦したがいずれも失敗しており、これは若い時期のサン＝サーンスが、試験官たちの好む保守的なスタイルで音楽を書いていなかったことを暗示している。ローマ大賞の課題曲はオーケストラつきの声楽曲（いわゆるカンタータなど）であるが、このピアノ協奏曲とはスタイル、書法が異なるとはいえ、サン＝サーンスがここで見せる程度の音楽感覚ですら、試験官たちは否定したのである。そこには19世紀半ばのフランス音楽界の保守性の一端が窺える。
その逆風は本作をはじめとする器楽曲にも向けられ、構築的な書法、自由な形式感覚、管弦楽と独奏が対等に扱われ時には管弦楽が主導的な役割を果たすことなどが、まとめて「ドイツ主義」におぼれていると頻繁に侮辱され、批判を受けていた。しかしまさにこれらの特徴によって、サン＝サーンスはフランスにおける器楽の発展において重要な役割を果たしたのである。
後に楽譜は1875年に出版された。アルフレッド・ジャエル夫人（マリー・ジャエル）に献呈されている。

## 楽器編成
独奏ピアノ、フルート2、オーボエ2、クラリネット2、ファゴット2、ホルン2、トランペット2、ティンパニ、弦五部

## 構成
伝統的な3楽章構成から成るが、各楽章の構成にはそれぞれ創意が込められている。演奏時間は25-30分程度。
第1楽章 Andante - Allegro assai
ニ長調、4分の4拍子。序奏付きのソナタ形式。フォンテーヌブローの森に霊感を得たと言われる、ホルンが無伴奏で吹く動機にピアノのアルペジオが応えて始まる。Allegro assaiの主部は、ホルンの動機を第1主題としている。ピアノが伴奏に回り、ヴァイオリンが提示する経過主題の後、第2主題はピアノが提示するが、これも序奏において予示されていたものである。その後、第1主題の断片が現れて展開部になる。再び序奏が断片的に現れると型通りの再現部に入る。
第2楽章 Andante sostenuto quasi adagio
ト短調、4分の4拍子。展開部のないソナタ形式。両端の楽章とは著しいコントラストをなしており、エキゾティックな趣きを讃えたメロディーが静々と歌われる。構成面では第1主題部の末端に挿入されるピアノのカデンツァが、特に提示部では演奏時間においてかなりの割合を占めるのが特徴的である。コーダにもこのカデンツァが置かれている。
第3楽章 Allegro con fuoco
ニ長調、2分の2拍子。自由なソナタ形式。第1主題はピアノと管弦楽が交替しながら出す。第2主題が断片的に扱われるとすぐに展開部に入る。再現部では第1主題の型通りの再現の後、第2主題が圧倒的に拡大されクライマックスを形成する。コーダでは第1楽章の序奏が再び現れ、全曲を統一して華麗に締めくくる。